# Eybens
Eybens ist eine französische Stadt mit 10.095 Einwohnern (Stand: 1. Januar 2022) im Département Isère in der Region Auvergne-Rhône-Alpes. Sie gehört zum Arrondissement Grenoble und zum Kanton Échirolles. Die Einwohner heißen Eybinois.

## Geographie
Eybens ist mit der Großstadt Grenoble baulich zusammengewachsen und hat die in Frankreich typische Vorstadtprägung mit diversen Einkaufstempeln und Autohäusern. Umgeben wird Eybens von den Nachbargemeinden Grenoble im Norden, Saint-Martin-d’Hères im Nordosten, Poisat im Osten, Brié-et-Angonnes im Südosten, Bresson im Süden und Échirolles im Westen.

## Geschichte
Erstmals in Erscheinung trat der Ort in Kirchenbücherndes 11. Jahrhunderts. Als Aiben wurde der Ort zu Beginn des 12. Jahrhunderts erwähnt.

### Bevölkerungsentwicklung
| Jahr                       | 1962 | 1968 | 1975 | 1982 | 1990 | 1999 | 2010 | 2021 |
| Einwohner                  | 2346 | 3310 | 5436 | 5843 | 8013 | 9471 | 9582 | 9974 |
| Quellen: Cassini und INSEE |      |      |      |      |      |      |      |      |

## Sehenswürdigkeiten

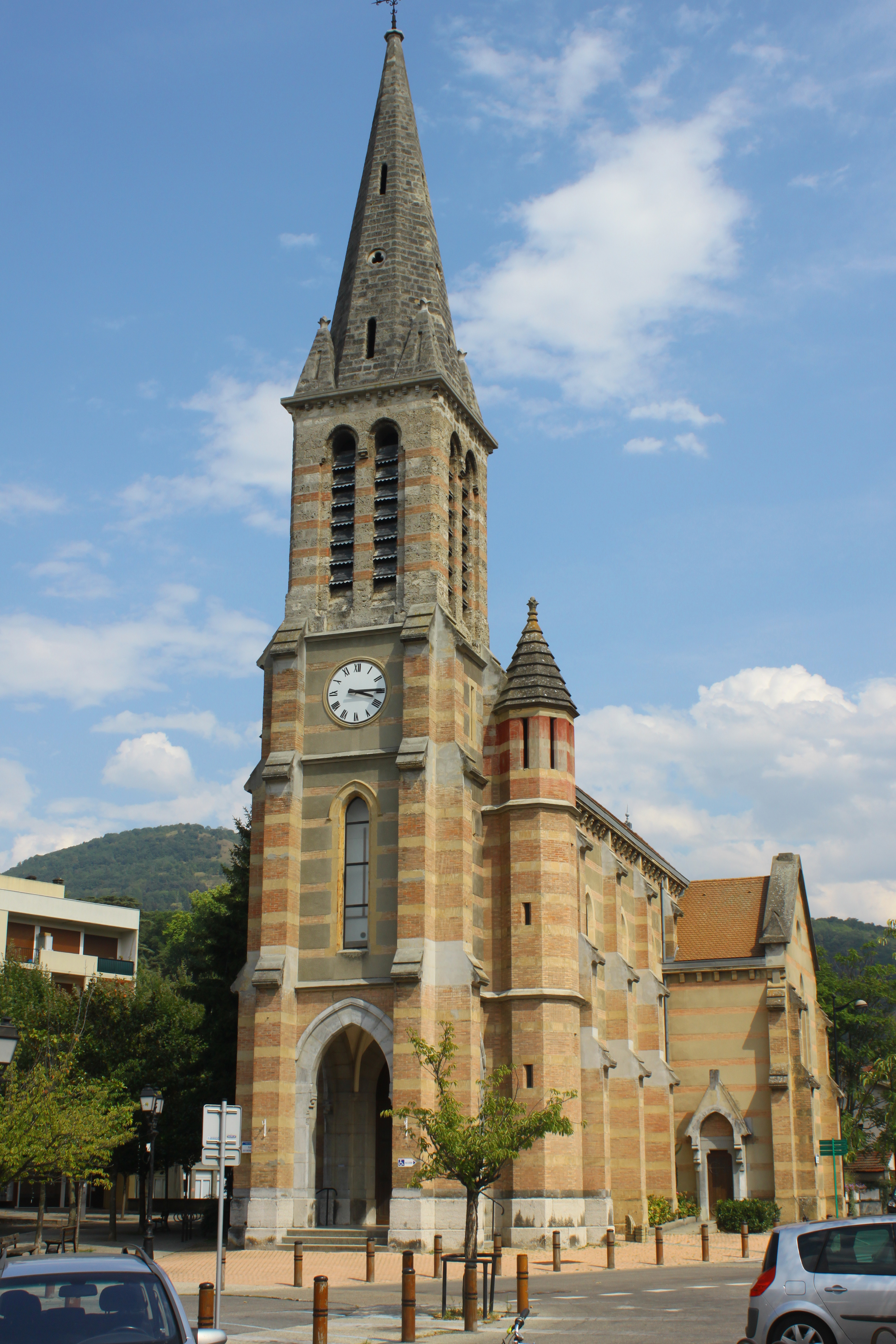
Kirche Saint-Christophe
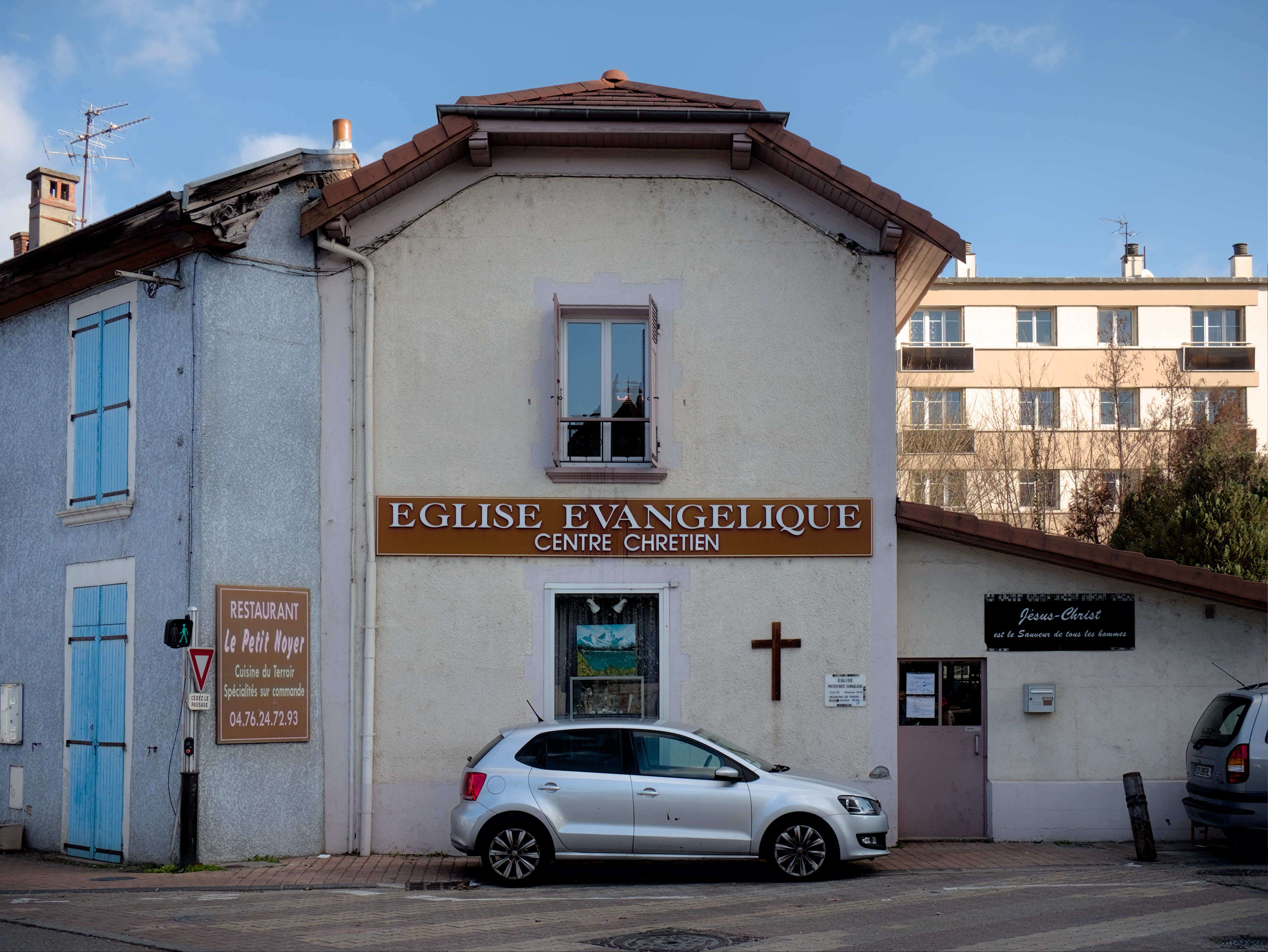
evangelische Kirche
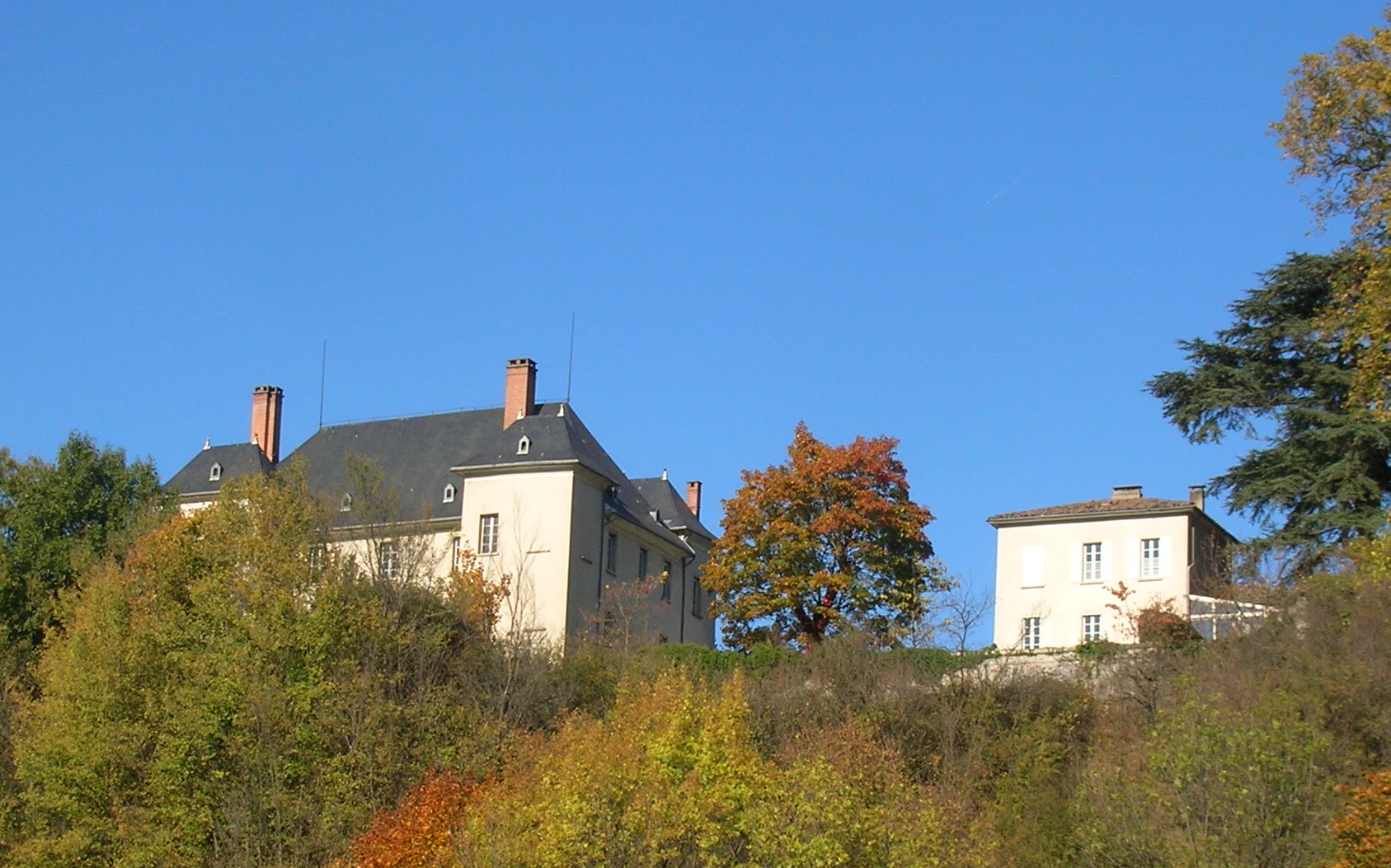
Schloss Eybens
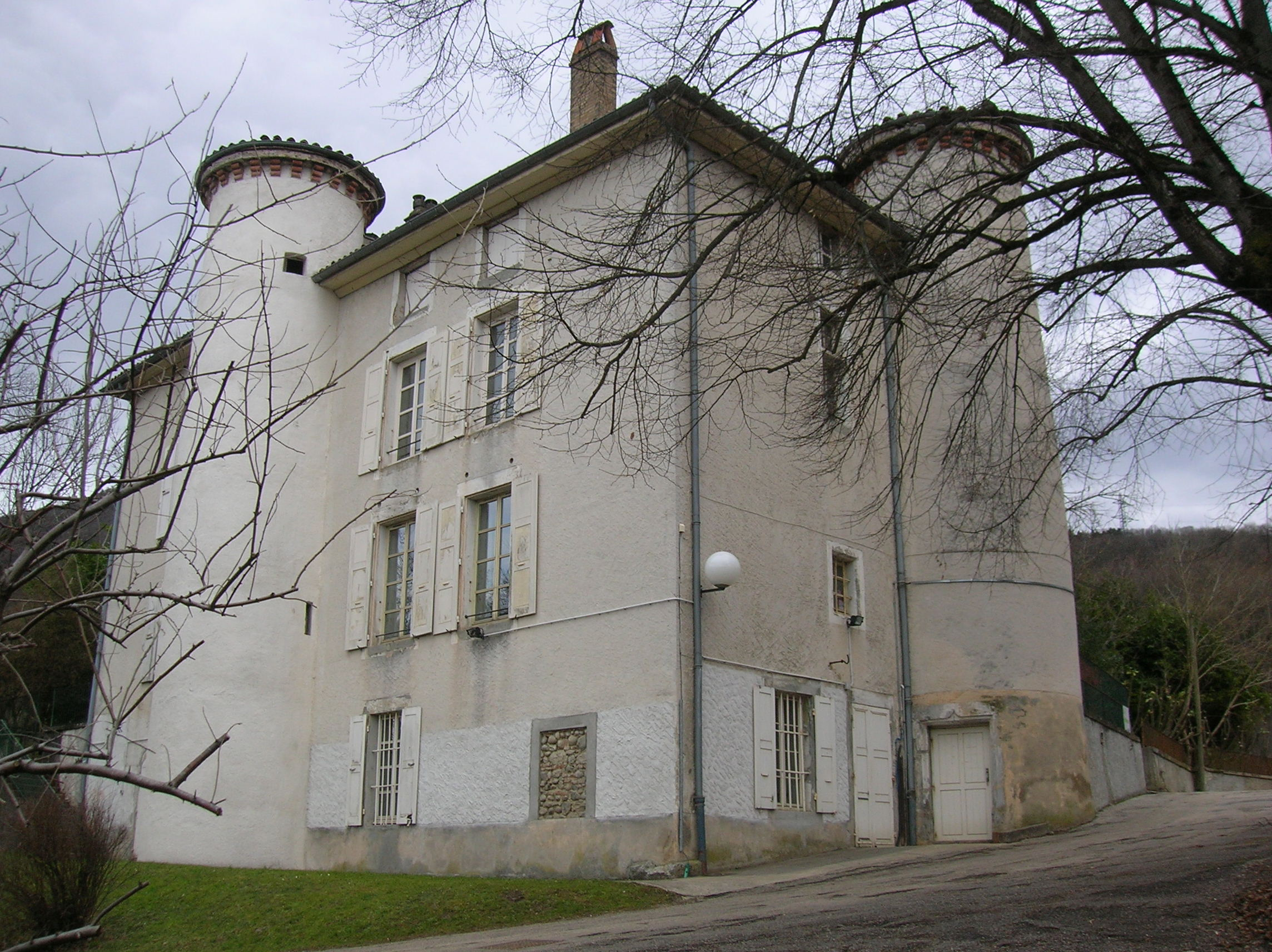
Schloss Bel Air
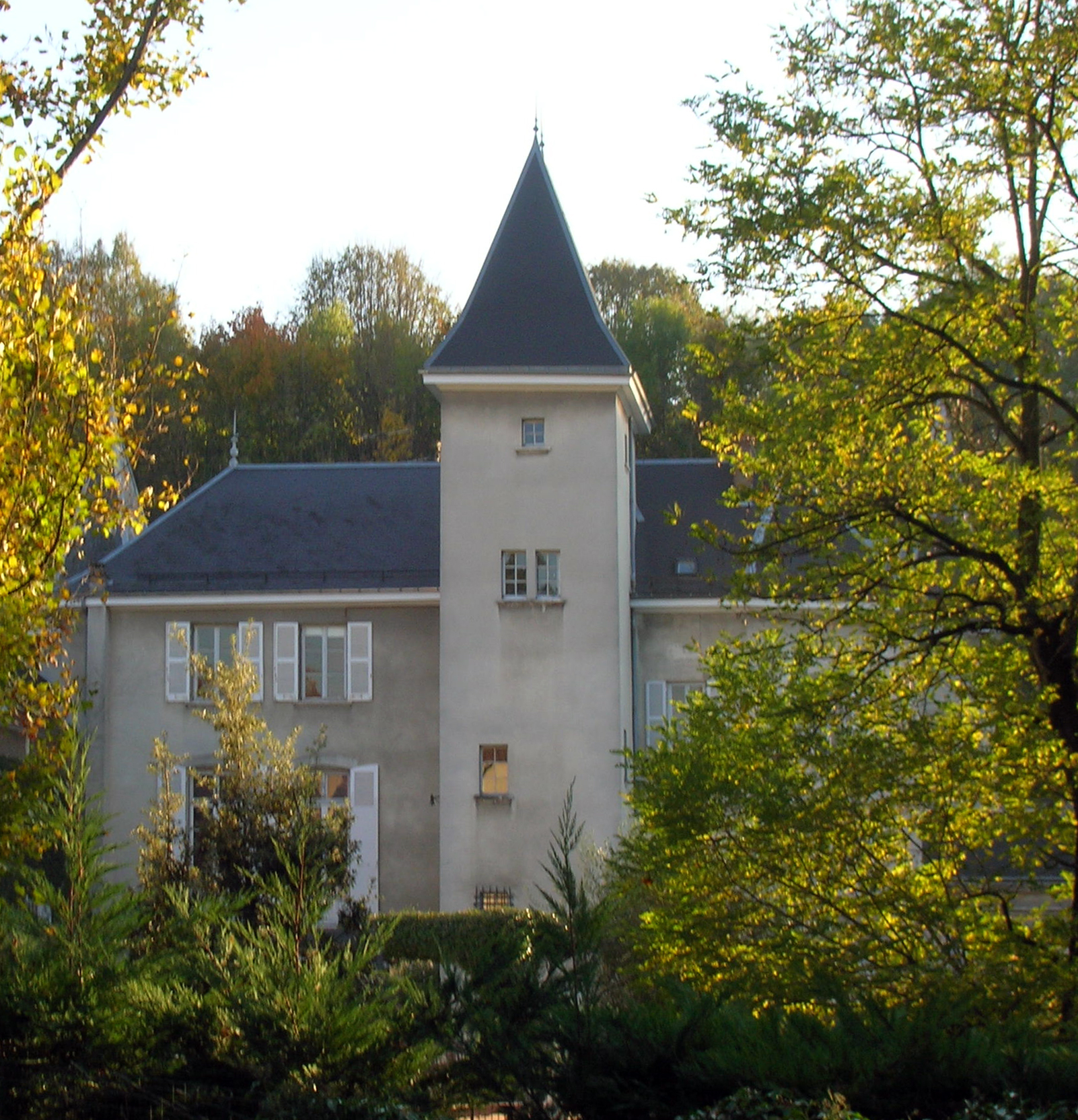
Schloss der ehemaligen Kommandantur
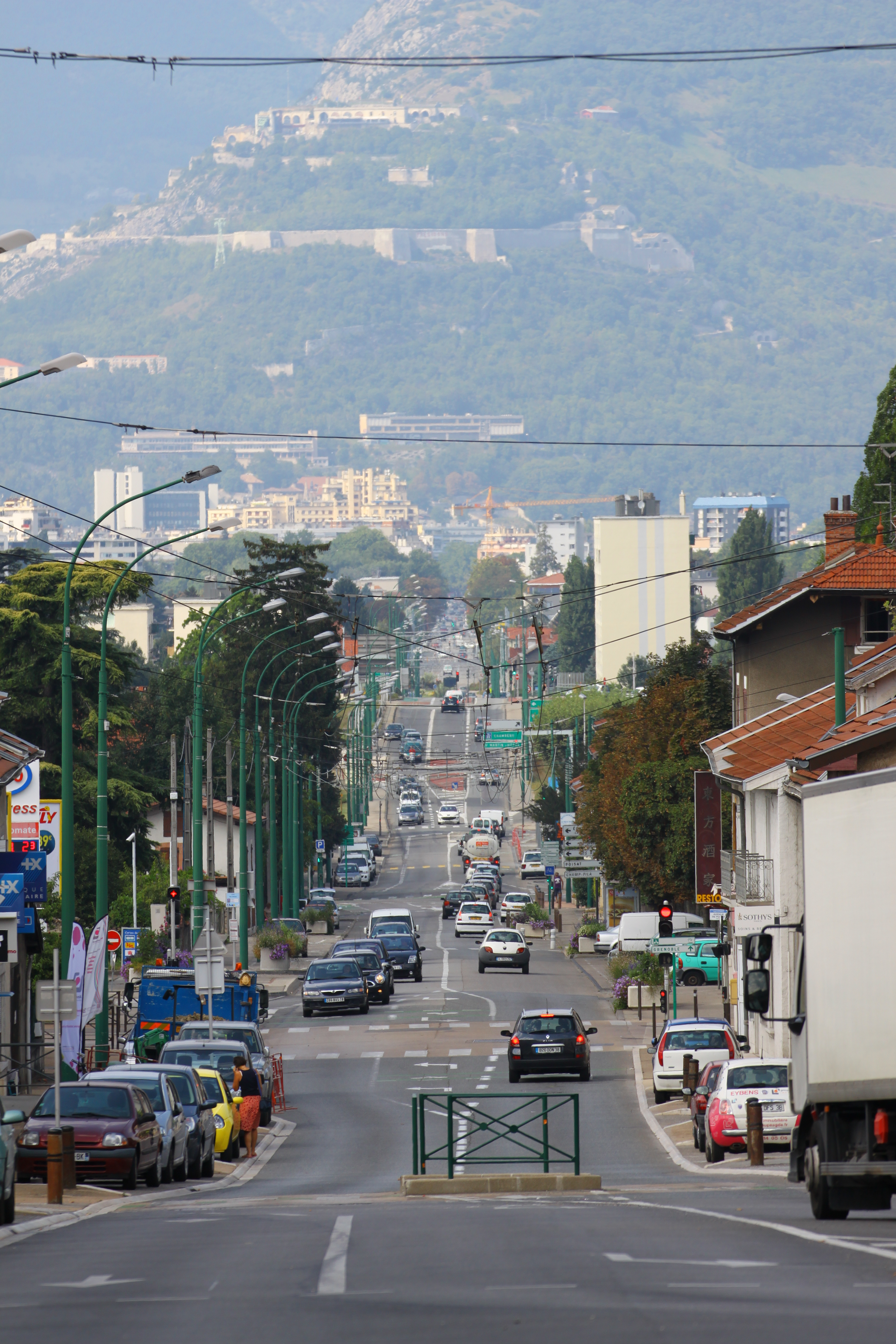
Avenue Jean Jaurès
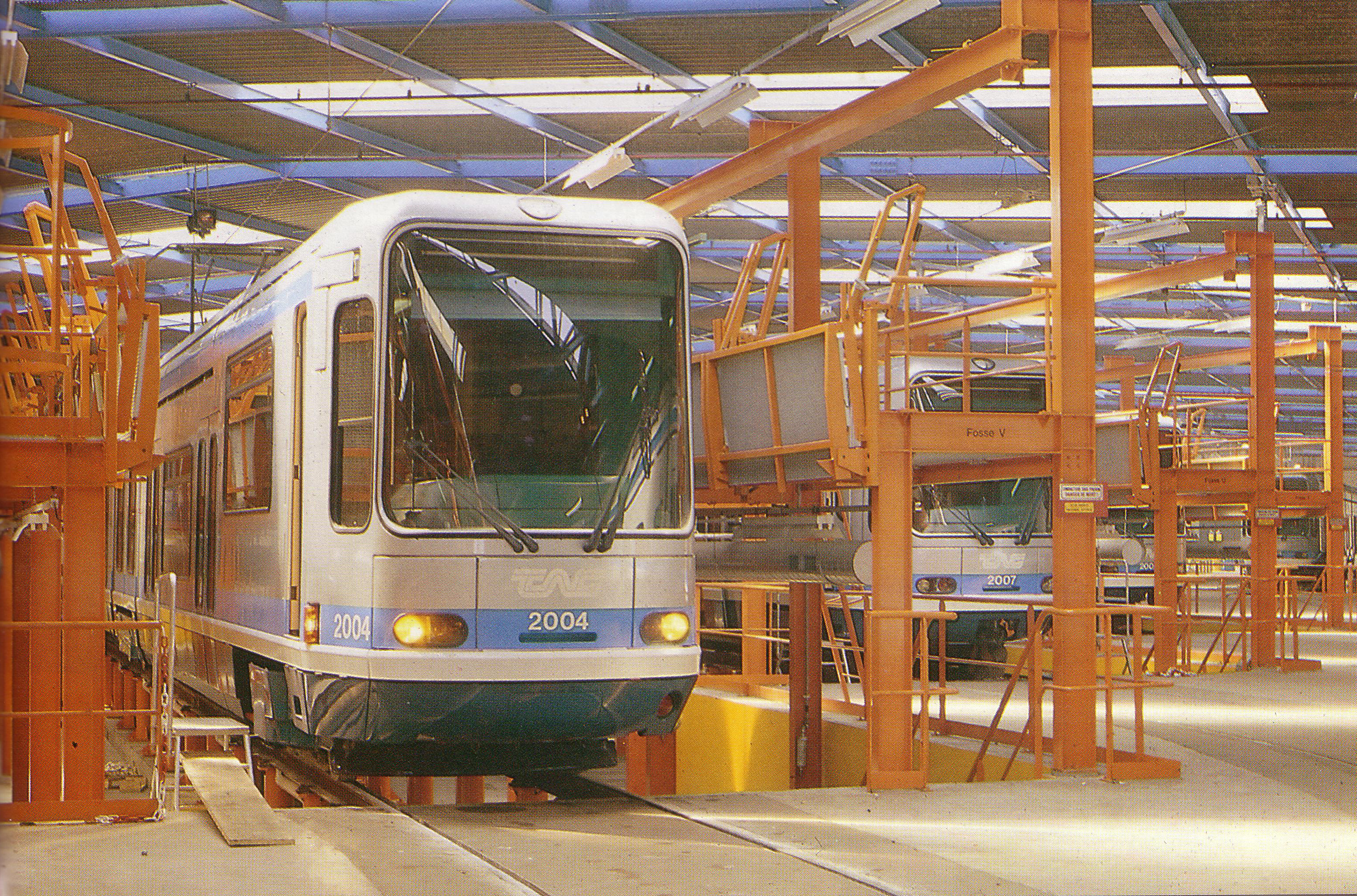
Straßenbahndepot in Eybens

- Kirche Saint-Christophe
- Evangelische Kirche
- Schloss Eybens
- Schloss Bel Air
- Schloss der ehemaligen Kommandantur
- Avenue Jean Jaurès
- Straßenbahndepot in Eybens

## Verkehr
Eybens ist an die Straßenbahn Grenobles angeschlossen. Die autobahnartig ausgebaute Route nationale 87 führt als Roncade Sud bzw. Ostumfahrung von Grenoble und Autobahnzubringer zwischen den Autobahnen A 41 und A 480 durch die Stadt.